# Championnat de Belgique de rugby à XV 2005-2006
Navigation
Championnat 2004-2005 Championnat 2006-2007
Le Championnat de Belgique de rugby à XV 2005-2006 oppose les huit meilleures équipes belges de rugby à XV. La compétition débute le 18 septembre 2005 et se termine par une finale le 21 mai 2006 au Stade des Trois Tilleurs. Le Rugby Club de Boitsfort remporte le championnat en battant l'ASUB Waterloo en finale des playoffs sur le score de 16 à 0. C'est le sixième titre consécutif de Boitsfort et le treizième de son histoire.

## Liste des équipes en compétition
| Frameries Tervueren Boitsfort Waterloo Ottignies Soignies Anderlecht Dendermonde |

La compétition oppose pour la saison 2005-2006 les huit meilleures équipes belges de rugby à XV :
| - ASUB Rugby Waterloo - Boitsfort Rugby Club - Brussels Barbarians - Dendermondse Rugby Club | - Rugby Club Frameries - Rugby Club Soignies - Rugby Ottignies Club - RSCAnderlecht-Rugby |

## Résumé des résultats

### Classement de la phase régulière
| no | Club                | J  | V  | N | D  | F | PM  | PE  | Diff | Pts |
| -- | ------------------- | -- | -- | - | -- | - | --- | --- | ---- | --- |
| 1  | Boitsfort RC (T)    | 14 | 13 | 0 | 1  | 0 | 413 | 119 | +294 | 40  |
| 2  | Ottignies           | 14 | 9  | 0 | 5  | 0 | 288 | 181 | +107 | 32  |
| 3  | ASUB Waterloo       | 14 | 9  | 0 | 5  | 0 | 270 | 216 | +54  | 32  |
| 4  | Dendermondse RC     | 14 | 8  | 0 | 6  | 0 | 256 | 214 | +42  | 30  |
| 5  | RC Soignies         | 14 | 6  | 0 | 7  | 1 | 153 | 228 | -75  | 25  |
| 6  | Brussels Barbarians | 14 | 5  | 0 | 9  | 0 | 188 | 360 | -172 | 24  |
| 7  | RSCA-Rugby (P)      | 14 | 5  | 0 | 9  | 0 | 188 | 255 | -67  | 24  |
| 8  | RC Frameries        | 14 | 1  | 0 | 13 | 0 | 124 | 307 | -183 | 16  |

|  | Qualifiés pour la phase finale (no 1, no 2, no 3, no 4).     |
|  | Relégué en Division 2 pour la saison 2006-2007 (no 7, no 8). |
|  | T : tenant du titre 2005 • P : promu 2005                    |

Attribution des points : victoire : 3, match nul : 2, défaite : 1, forfait : 0.
Règles de classement : ?

### Phase finale
|  | Demi-finales        | Demi-finales  |              |    | Finale                                             | Finale                                             |
|  | Demi-finales        | Demi-finales  |              |    | Finale                                             | Finale                                             |
|  |                     |               |              |    |                                                    |                                                    |
|  | 13 mai 2007         | 13 mai 2007   |              |    | 20 mai 2007 au Stade des Trois Tilleurs, Bruxelles | 20 mai 2007 au Stade des Trois Tilleurs, Bruxelles |
|  | 13 mai 2007         | 13 mai 2007   |              |    | 20 mai 2007 au Stade des Trois Tilleurs, Bruxelles | 20 mai 2007 au Stade des Trois Tilleurs, Bruxelles |
|  | [1] Boitsfort RC    | 25            |              |    | 20 mai 2007 au Stade des Trois Tilleurs, Bruxelles | 20 mai 2007 au Stade des Trois Tilleurs, Bruxelles |
|  | [1] Boitsfort RC    | 25            |              |    | 20 mai 2007 au Stade des Trois Tilleurs, Bruxelles | 20 mai 2007 au Stade des Trois Tilleurs, Bruxelles |
|  | [4] Dendermondse RC | 0             |              |    | 20 mai 2007 au Stade des Trois Tilleurs, Bruxelles | 20 mai 2007 au Stade des Trois Tilleurs, Bruxelles |
|  | [4] Dendermondse RC | 0             | Boitsfort RC | 16 |                                                    |                                                    |
|  | 13 mai 2007         |               | Boitsfort RC | 16 |                                                    |                                                    |
|  |                     | ASUB Waterloo | 0            |    |                                                    |                                                    |
|  | [2] Ottignies       | ASUB Waterloo | 0            | 11 |                                                    |                                                    |
|  | [2] Ottignies       |               |              | 11 |                                                    |                                                    |
|  | [3] ASUB Waterloo   | 17            |              |    |                                                    |                                                    |
|  | [3] ASUB Waterloo   | 17            |              |    |                                                    |                                                    |

## Résultats détaillés

### Phase régulière

#### Tableau synthétique des résultats
L'équipe qui reçoit est indiquée dans la colonne de gauche. Boitsfort est le seul club à avoir gagné tous ses matchs à domicile.
| Clubs               | ASU   | BRC   | BRB   | DRC   | RCF   | RCS   | ROC   | RSC   |
| ------------------- | ----- | ----- | ----- | ----- | ----- | ----- | ----- | ----- |
| ASUB Waterloo       |       | 6-14  | 17-9  | 27-15 | 19-13 | 21-3  | 23-12 | 20-0  |
| Boitsfort RC        | 26-13 |       | 64-7  | 36-0  | 32-6  | 31-6  | 27-15 | 12-9  |
| Brussels Barbarians | 11-24 | 10-37 |       | 11-28 | 36-5  | 18-3  | 13-56 | 14-34 |
| Dendermondse RC     | 13-21 | 8-24  | 41-8  |       | 19-8  | 25-FF | 10-8  | 21-8  |
| RC Frameries        | 19-29 | 7-36  | 12-16 | 10-21 |       | 15-10 | 0-24  | 10-14 |
| RC Soignies         | 16-15 | 17-15 | 8-9   | 10-27 | 16-11 |       | 5-3   | 21-13 |
| Ottignies           | 32-25 | 8-28  | 21-13 | 24-13 | 20-0  | 13-10 |       | 32-8  |
| RSC Anderlecht      | 33-10 | 7-31  | 10-13 | 19-15 | 15-8  | 12-28 | 6-20  |       |

|  | Victoire à domicile |  | Match nul |  | Défaite à domicile |

#### Détail des résultats
Les points marqués par chaque équipe sont inscrits dans les colonnes centrales.

### Phase finale

#### Demi-finales
Le Dendermondse RC déclare forfait et le Boitsfort RC est directement qualifié pour la finale via une victoire 25 à 0 en demi-finale.
| 13 mai 2006 | Boitsfort RC | 25 – 0 | Dendermondse RC |  |
| 13 mai 2006 |              |        |                 |  |
| 13 mai 2006 |              |        |                 |  |

| 13 mai 2006 | Rugby Ottignies Club | 11 – 17 (6 – 5) | ASUB Waterloo |  |
| 13 mai 2006 |                      |                 |               |  |
| 13 mai 2006 |                      |                 |               |  |

#### Finale
| 21 mai 2006 18h00 CET | Boitsfort RC                                                                             | 16 – 9 (3 – 0) | ASUB Waterloo | Stade des Trois Tilleurs, Bruxelles |
| 21 mai 2006 18h00 CET | Essai(s) : ??? (?e) Transformation(s) : Duchau (?e) Pénalité(s) : Duchau 3 (25e, ?e, ?e) |                |               | Stade des Trois Tilleurs, Bruxelles |
| 21 mai 2006 18h00 CET |                                                                                          |                |               | Stade des Trois Tilleurs, Bruxelles |